# 藤沢周
藤沢 周（ふじさわ しゅう、1959年1月10日 - ）は、日本の小説家。元法政大学経済学部教授。

## 来歴
新潟県西蒲原郡内野町（現・新潟市西区内野町）出身。神奈川県鎌倉市在住。新潟市立内野小学校、新潟市立内野中学校、新潟明訓高等学校を経て、1984年法政大学文学部日本文学科卒業。書評誌『図書新聞』編集者などを経て、1993年『ゾーンを左に曲がれ』（『死亡遊戯』と改題）でデビュー。1998年『ブエノスアイレス午前零時』で第119回芥川賞受賞。2004年より母校・法政大学の教授に就任し、「文章表現」「日本文化論」などを講じている。2021年、神奈川近代文学館で開催の「特別展　樋口一葉展―わが詩は人のいのちとなりぬべき」の編集委員を務めた。2022年『世阿弥最後の花』で加賀乙彦推奨特別文学賞を受賞。2023年時点で、法政大学を退職している。

## 著書

### 小説
- 『死亡遊戯』（1994、河出書房新社）のち文庫
- 『SATORI』（1995、河出書房新社）のち文庫
- 『刺青』（1996、河出書房新社）のち文庫
- 『ソロ』（1996、講談社）のち文庫
- 『サイゴン・ピックアップ』（1997、河出書房新社）のち文庫
- 『境界』（1998、講談社）
- 『ブエノスアイレス午前零時』（1998、河出書房新社）のち文庫
- 『スミス海感傷』（1998、集英社）のち文庫
- 『陽炎の。』（1998、文藝春秋）のち文庫
- 『マダム・グレコ』（1999、河出書房新社）
- 『礫』（1999、講談社）
- 『オレンジ・アンド・タール』（2000、朝日新聞社）のち光文社文庫
- 『愛人』（2000、集英社）のち文庫
- 『奇蹟のようなこと』（2000、幻冬舎）のち文庫
- 『黒曜堂』（2000、マガジンハウス）
- 『さだめ』（2000、河出書房新社）のち文庫
- 『藪の中で…』（2001、徳間書店）のち文庫
- 『紫の領分』（2001、講談社）のち文庫
- 『雨月』（2002、光文社）のち文庫
- 『ダローガ』（2003、新潟日報事業社）「雪闇」と改題、河出文庫
- 『箱崎ジャンクション』（文藝春秋、2003）のち文庫
- 『焦痕』（集英社、2005）
- 『第二列の男』（作品社、2005）
- 『幻夢』（文藝春秋、2007）
- 『心中抄』（河出書房新社、2007）
- 『キルリアン』（新潮社、2009）「あの蝶は、蝶に似ている」と改題、河出文庫
- 『波羅蜜』（毎日新聞社、2010）のち光文社文庫
- 『武曲』（文藝春秋、2012）のち文庫
- 『界』（文藝春秋、2015）のち文庫
- 『武蔵無常』（河出書房新社、2016）
- 『サラバンド・サラバンダ』（新潮社、2016）
- 『武曲 2』（文藝春秋、2017）
- 『世阿弥最後の花』（河出書房新社、2021）

### 随筆
- 『スモーク・オン・ザ・ナイフ』（1999、河出書房新社）
- 『鎌倉古都だより』（2000、新潟日報事業社）

### その他
- 『言葉である。人間である。 読書術極意』（言視舎、2020）

## その他の著作
- 『新潟県立阿賀野高等学校校歌』（2005・作詞）
- 『新潟県立新潟県央工業高等学校校歌』（作詞）
- 『新潟市立高志中等教育学校校歌』(2009 作詞)

## TV出演
- 週刊ブックレビュー（NHK衛星第2テレビジョン、2002年 - ）司会者

## 新聞
- 神奈川新聞(土曜日ゆとり欄掲載「木もれ日」)

## メディアミックス

### 舞台
- 『ブエノスアイレス午前零時』
  - パルコ・プロデュース
  - 2014年11月28日 - 12月21日　新国立劇場・中劇場（東京）
  - 2014年12月25日 - 12月29日　シアターBRAVA!（大阪）
  - 脚本:蓬莱竜太
  - 音楽:coba
  - 演出:行定勲
  - 出演:森田剛、瀧本美織、橋本じゅん、千葉哲也、原田美枝子

### 映画
- 『武曲 MUKOKU』[8]
  - 2017年6月3日公開。
  - 監督：熊切和嘉　
  - 脚本 : 高田亮
  - 出演 : 綾野剛、村上虹郎